# 川村まや
川村 まや（かわむら まや、1995年2月22日 - ）は、日本の元AV女優。東京都出身、サンプロ所属。

## 略歴・人物
2013年7月、プレステージの専属女優としてAVデビュー。
2014年6月よりギャル専門のビデオメーカー・kira☆kiraの専属女優となる。以後は、専属を離れ多数のメーカー作品に出演している。
趣味は、カラオケ。
2018年3月23日付のツイッターにて、AV女優を引退することを発表した。

## 作品

### アダルトDVD
- 新・素人娘、お貸しします。 VOL.04（7月19日、プレステージ）
- プレステージ夏祭り2013 南国成分由来 川村まや汁120％ 川村まやの体液（8月9日、プレステージ）
- 隣の綺麗なお姉さん（9月12日、プレステージ）
- 一泊二日、美少女完全予約制。第二章 〜川村まやの場合〜（10月11日、プレステージ）
- 川村まやがご奉仕しちゃう 超最新やみつきエステ（11月12日、プレステージ）
- 青春スクールメモリーズ 第2期（12月3日、プレステージ）
- プレステージ専属女優 in 風俗アイランド!!（12月3日、プレステージ） 共演：あやみ旬果、鈴村あいり、玉名みら、桜ここみ、藤井あいさ、春咲かざり 全7名

- 川村まや、満足度満点ソープDX（1月1日、プレステージ）
- 濃密な接吻と欲情ベロキス性交 03（2月1日、プレステージ）
- 彼女の妹は、誘惑ヤリたがり娘。（3月11日、プレステージ） 共演：佐山あづみ
- おもてなし庵 純真小町 川村まや（4月11日、プレステージ）
- kira☆kira BLACK GAL DEBUT 日焼け黒ギャル専属デビュー 激エロ女子校生 生姦JK連続中出しハイスクール（6月19日、kira☆kira）
- 夏だ！南の島の楽園でしよう！（7月1日、GALLOP）全4名
- kira☆kiraサマーフェスタ2014 BLACK GAL BEACH RESORT －夏祭り特別編－ 逆痴漢★小悪魔痴女黒ギャル青姦中出しBEACH FUCK（7月19日、kira☆kira）
- 某有名●●で働く、街で美人と評判の店員さんがAVに一日限りの限定応募!!（8月8日、S級素人） 他出演：高槻ルナ ほか 全3名
- 国民的アイドル M-girls 2 誘惑超絶大乱交4時間スペシャル 〜トップアイドル目指して酒池肉林のSEX接待〜（8月13日、MOODYZ） 共演：保坂えり、湊莉久、乙葉ななせ、杏咲望、松元れいか、若菜みなみ、篠田ゆう、竹内真琴、夏海いく、永瀬里美、彩城ゆりな、友田彩也香、紺野ひかる 全14名
- 「童貞くんのセックスの練習相手になっていただけませんか!?」街中で声を掛けた綺麗で心優しいOLさんが素股でセックス指南!のつもりがヌルっと入って赤面筆おろし!（8月21日、SODクリエイト） 他出演：松岡セイラ、水野葵 ほか 全5名
- 官能小説 赤い傘 川村まや（8月22日、マックス・エー）
- 美少女×失禁!! 射精みたいな快感おもらし。 川村まや（9月1日、MOODYZ）
- ムチムチ誘惑パンチラ 川村まや（9月1日、ワンズファクトリー）
- 壁越しでも聞こえてくる隣の家からの喘ぎ声を注意すると母親ではなく高校生の娘が恥ずかしそうに謝りに来たので押し倒したら拒みつつも全身ビクビクでイキまくった（9月6日、ナチュラルハイ） 他出演：架純、阿部乃みく 全3名
- ウイスキーボンボンを食べてまさかの泥酔!? つい最近会社をリストラされ失業中の私は日々自宅でゴロゴロ。そんな状況でも娘はお構いなしに家に友達を連れてくる。たまには差し入れでもと思い「ウイスキーボンボン(ウイスキー入りチョコ)」をおやつに出したら、お酒に超弱かったらしくまさかの泥酔状態! しかも、エロエロモードになっておっさんでなんの魅力もない私の体を求めてきたのです!更に!あろうことか娘までも…。（9月6日、Hunter） 他出演：川菜美鈴、南梨央奈、川菜ひかる ほか 全5名
- 親戚のお姉さんにいつまでたっても子供扱いされて、一緒にお風呂に入ろと誘われて服をヌギヌギされたら誰だってチ○ポ勃起しちゃいます。舞咲みくに・川村まや・初美沙希（9月6日、SWITCH）全3名
- PRESTIGE的 AV女優 更生監獄棟（9月10日、プレステージ） 共演：川菜美鈴、桜川かなこ、あやね遥菜、美木ななみ 全5名
- 濃厚汗まみれSEX 02 川村まや・青木花恋・川口さくら（9月10日、GALLOP）全3名
- 女子校生限定! 「お洗濯ガール」 ち●ぽ掃除付き家事代行業（9月12日、BAZOOKA） 他出演：水原ひめか、彩城ゆりな、大見はるか 全4名
- MOODYZファン感謝祭 バコバコバスツアー2014 南国バコバコランド大乱交!!（9月13日、MOODYZ） 共演：上原亜衣、つぼみ、乙葉ななせ、浜崎真緒、湊莉久、神波多一花、夏目優希、波多野結衣、篠めぐみ、枢木みかん、佳苗るか、阿部乃みく、紺野ひかる、桜井あゆ、槇原愛菜 全16名
- 禁断介護 川村まや（9月18日、グローリークエスト）
- 貧乳に悩む妹と包茎に悩む兄が思い切ってナイショの性相談! ため息ばかりの兄妹が悩みを告白しあったのだがお互いが「なんだそんなことか」とバカにしあい遂には兄妹喧嘩。「私のほうが深刻なんだから!」と確認しあうことになり、包茎チ○ポと貧乳おっぱいを見せ合うことに。小さい頃と変わらない妹の貧乳にまさかの勃起! ヤバいと思い隠そうとしたのだが、妹は妹で僕の勃起した包茎チ○ポで発情!そして…（9月25日、Hunter） 他出演：一之瀬すず、南梨央奈、加賀美シュナ ほか 全6名
- イタズラ温泉 史上最大規模の総攻撃スペシャル!! 2014夏☆ 2枚組8時間! 新作撮り下ろし10人全員セックス!!（9月25日、サディスティックヴィレッジ） 他出演：桜川かなこ、川菜美鈴、湊莉久、倉多まお、初美沙希、さとう遥希、浜崎真緒 ほか 全10名
- 初撮り美乳娘 4時間スペシャル（9月26日、S級素人） 他出演：月島えみり、愛代さやか、三浦あいり、澤村千沙 全5名
- 制服女子校生と中出し乱交　〜2学期〜（10月1日、ズッコン/バッコン） 共演：茜あずさ、杏咲望、阿部乃みく、葉山こころ、鈴森かのん 全6名
- 大好き♥ 川村まや（10月3日、ロリ専科）
- プレミアム スタイリッシュソープ ゴールド 川村まや（10月7日、プレミアム）
- レズビアンに囚われた女潜入捜査官 川菜美鈴・川村まや・寺島志保（10月7日、ビビアン）全3名
- 酔ったお姉ちゃんが男湯に!裸の姉を風呂から出そうと介抱する"弟たち"であったが…無防備すぎるオマ○コに理性崩壊!! 禁断の近親相姦（10月9日、ナチュラルハイ） 他出演：初美沙希、菜月アンナ 全3名
- 「『本当に擦るだけだからね』自分の透けパン巨尻で勃起したチ○ポに素股を頼まれ断れない優しい看護師がヤってくれた」 VOL.1（10月9日、DANDY） 他出演：かのんこゆる、本澤朋美、都盛星空 全4名
- パンツごと3センチ挿入痴漢 超満員電車で身動きの取れないウブそうな女の子にパンツごと3センチ挿入痴漢でパンツにシミが出来るほど感じさせろ!!（10月9日、アパッチ） 他出演：羽月希、板野有紀、宮澤みほ ほか 全6名
- 妄想女子校生 MAYA 川村まや（10月10日、クリスタル映像）
- もの凄い発射とケイレン絶頂で一緒にイクSEX 川村まや（10月13日、MOODYZ）
- 学校一の美少女をボーッと眺めていたら目があったので怒られると思ったら… 川村まや（10月13日、マルクス兄弟）
- 素裸族 5 実父に犯されて…。家なき子青空テント生活 川村まや（10月13日、セレブの友）
- 品格のあるキャビンアテンダントの美脚ガニ股研修 2 お客様のためにどんなときでも笑顔でパンスト脚を大胆に開くCAたちの鬼研修に完全密着（10月23日、ディープス） 共演：桜井あゆ、川菜美鈴、木島すみれ 全4名
- ごめんなさい!実は中に出しちゃってました!しかも4回も! いじめに遭って登校拒否をしているボクの家に超まじめで超優しく責任感が強い学級委員の女子が何度も脚を運び説得しに来る!でも全く学校に行きたくないボクは全く心を開かない!!ある日、ウザくなって『ヤラせてくれたら学校行ってやるよ!』と言ったらもう来ないかと思ったら『分かった』と一言言って本当にヤラせてくれました!でも、初めてだったもんで上手く出来ずに抜かずの4中出ししちゃいました! 2（10月23日、Hunter） 他出演：河愛雪乃、星咲優菜、原千草、松本ほのか ほか 全6名
- 昏睡媚薬 イキ狂いナマSEX テニスサークルの女子大生に媚薬を飲ませたら、いきなり失神!焦ったけど興奮したのでセクハラしていたら、急に目を覚まして勃起デカチ○ポを求めて生ハメしてきた!（10月23日、サディスティックヴィレッジ） 共演：倉多まお、湊莉久、二宮沙樹、初美沙希 全5名
- あれまさか? ノーブラ透け乳首ポッチ?! 隣に住む女子大生はいつも優しく僕にあいさつしてくれるけど、服装がラフすぎて乳首まるわかり。視線に気づいて、私のおっぱいでいいの?と聞かれた件。（10月23日、SWITCH） 他出演：紺野ひかる、浜崎真緒 全3名
- CM中に媚薬を飲まされた女子アナ 川村まや（10月24日、EROTICA）
- もうすぐ卒業だから… 学籍番号031 川村まや（10月24日、ONE DA FULL）
- 検証実験企画!! 友達同士の男女が密室で二人っきり!? コンドームを目の前に、男女の友情は保たれるのか?? しかも、コンドームには全て穴が…。（10月24日、SCOOP） 他出演：大見はるか、竹内かすみ ほか 全4名
- いいなずけ争奪! マウンティング4姉妹と夢のルームシェア（10月25日、kawaii*） 共演：宮崎あや、原千草、南梨央奈 全4名
- 絶対美少女 真正中出し解禁! 川村まや（10月25日、本中）
- ムーディーズファン感謝祭 うらバコバコバスツアー2014 〜補欠者救済? つぼみ風雲斎の野望!!〜（11月1日、MOODYZ） 共演：さとう遥希、広瀬奈々美、保坂えり、上原亜衣、つぼみ風雲斎、乙葉ななせ、浜崎真緒、湊莉久、神波多一花、夏目優希、波多野結衣、篠めぐみ、枢木みかん、佳苗るか、阿部乃みく、紺野ひかる、桜井あゆ、槇原愛菜 全19名
- 一人暮らしの兄の自宅にお泊まりさせてと訪ねてきた妹との近親相姦映像 川村まや・水樹心春（11月7日、S-CRIME）
- 人妻夜這い祭り 〜卑猥な風習に犯された人妻の終わりなき淫欲〜 川村まや（11月7日、マドンナ）
- 川村まやとイチャイチャ中出し同棲生活。 川村まや（11月7日、プレミアム）
- エロ家庭教師NO,1決定戦! ノーカット45分一本勝負! 女優さんに自分が最もエロイと思う家庭教師をアドリブで演じてもらっちゃいました!（11月7日、ゴールデンタイム） 他出演：佳苗るか、羽月希、南梨央奈  全4名
- 焦らされてチ○ポは強くなる! 早漏チ○ポ強化トレーニング 川村まや・枢木みかん（11月7日、DIY）
- シャワーが大暴走!! びしょ濡れで乳首透けてる妹に禁断のフル勃起! 妹がお風呂掃除をしていたら、間違えてシャワーを浴びてしまいびしょ濡れ状態で大騒ぎ!あまりの絶叫に驚き風呂場に急行すると妹がずぶ濡れで乳首モロ透けエロ状態!さらにマン毛まで透けている超ズブ濡れエロ状態!予想以上にエッチな姿だったので、見慣れているはずの妹なのに僕の股間は痛いほどギンギンに。すると…（11月8日、Hunter） 他出演：愛代さやか、佳苗るか、栗田メイ ほか 全7名
- ガチ本番! 美乳素人ナンパ即挿入!! in所沢（11月14日、S級素人） 他出演：かのんこゆる、蓮実クレア、月島えみり、澤村千沙 ほか 全7名
- 「下着までの撮影だから」と連れてきたS級美女をガチで騙してガチでハメる!（11月14日、S級素人） 他出演：紺野ひかる、浅倉領花、村上理恵 全4名
- 最高に気持ちいい～尺八（11月16日、グランバカンス）全8名
- kira★kira SPECIAL公衆便所逆レイプ-サンドイッチ逆3P強制中出し-（11月19日、kira☆kira） 共演：乙葉ななせ　他出演：保坂えり、友田彩也香、松元れいか、杏咲望 全6名
- 羞恥! 巨乳限定! 強制混浴露天風呂 混浴温泉に全裸で強制入浴! 超はずかし〜いエロ・ミッションを無理矢理やってもらいました!（11月20日、サディスティックヴィレッジ） 他出演：二宮沙樹、倉多まお、初美沙希、湊莉久 全5名
- デカ尻素人OLナンパ 街角ブルマ試着 inマジックミラー便 新宿＆銀座編（11月20日、ディープス）全4名
- クラスメイトのパンチラがすぐそこに。 不細工だけど理系男子の僕の家にテスト前になると勉強を教えてちょうだいとやってくる文系女子。でもすぐに飽きてベットの上でゴロゴロ休憩している時のパンチラが見えて勃起。そしてベットの下に隠してあったエロ本を見つけた女子はムラムラ悶々。その上、友達のエッチ見てエロエロ。（11月20日、SWITCH） 共演：初美沙希、大向みいか ほか 全4名
- 一人暮らしの女性宅を盗撮し続ける盗撮マニアがレイプ魔に変貌するまでの記録映像 実録強姦 神波多一花・川村まや（11月21日、青空ソフト）
- 「このオンナ、最上級。 Deluxe」DX #12 Maya（11月21日、ONEZ）
- 放課後美少女回春リフレクソロジー まや（11月28日、宇宙企画）
- BBB BIG BOOBS BUTT 川村まや（11月30日、メディア総販ソレイル）
- 女教師のヘビ舌に濡れる レズKissオーガズム 神波多一花・川村まや（12月1日、ヴィ）
- 誘惑女 -Temptation a girl-（12月1日、FAプロ） 他出演：雪野みほ、来生茜 全3名
- フェラチオ専用娘 川村まや（12月5日、KYおやじ共同組合）
- 「お見舞いに来てくれた姉の無防備な透け乳と胸チラで勃起したら『看護師さんに迷惑かけるくらいなら…』と優しくエッチまでしてくれた」 VOL.1（12月6日、DANDY） 他出演：吉井ありさ ほか 全4名
- W美少女密着 逆3Pソープランド 川村まや・紺野ひかる（12月13日、MOODYZ）
- kira★kira8周年×美6周年スペシャルコラボ企画 -白衣の大量ナマ中出しギャルナース研修生孕ませ病棟24時- 4時間スペシャル（12月19日、kira☆kira） 共演：水谷心音、涼風ことの、AIKA、Maika、穂高ゆうき、蓮実クレア、倉多まお、保坂えり、かすみりさ 全10名
- 世界一早漏男の連続射精SEX 神波多一花・川村まや（12月19日、ROOKIE）
- おちんぽシコシコ淫語 川村まや（12月19日、ドグマ）
- ナチュラルハイ年末"人妻"SP 「夫のフェラ中に即ハメ!」「侵入者が家庭内羞恥プレイ強要!」「浴室でオシッコを目撃!」「素股中に媚薬を塗って挿入!」「壁越しに聞こえる喘ぎ声の本人が謝罪に!」 人気5作品撮り下ろし一気見DX（12月20日、ナチュラルハイ） 他出演：保坂えり、北川エリカ、小口田桂子、野宮さとみ
- 羞恥 男女混合内定者健康診断「断ったら内定取り消し!」（12月20日、サディスティックヴィレッジ） 共演：桜井心菜、本澤朋美、絢嶺遥菜、森田真由 全5名
- 本中4周年記念作品!! 美少女中出し島2014（12月25日、本中） 共演：湊莉久、宮崎あや、大槻ひびき、佳苗るか、紺野ひかる、上原亜衣、乙葉ななせ、友田彩也香、波多野結衣 全10名
- ラブアイブ!（12月26日、TMA） 他出演：篠宮ゆり、小西まりえ、南梨央奈、愛須心亜、河西あみ、乙葉ななせ、椎名みゆ、夏海いく 全9名
- 彼女の部屋にカメラを仕込んだら浮気していたので浮気映像を勝手にAV発売。神波多一花・川村まや（12月19日、青空ソフト）

- 中出しブラック企業 川村まや（1月1日、MOODYZ）
- 生中痴漢 10（1月8日、ナチュラルハイ） 他出演：河愛雪乃、鈴森汐那、京野明日香、小野麻里亜 全5名
- 僕を疑い侮辱した強気な職女にオマ○コおっぴろげ謝罪を要求!! 犯してもツン顔でイキガマンし続ける意地張りSEX 2（1月8日、ナチュラルハイ） 他出演：京野明日香、優菜真白 全3名
- 初エステに来たお嬢様を催淫媚薬オイルで痙攣するほど感じさせ、「膣内から綺麗になりましょう!」とダマしてマシンバイブを挿入イカせまくって激潮!海老反り!そしてデカチ○ポで中出し!（1月8日、サディスティックヴィレッジ） 他出演：森田まゆ、桜井心菜、涼川絢音、本澤朋美 全5名
- 可憐な女子校生と女教師が催眠術によって堕ちたSEXの記録（1月9日、宇宙企画） 共演：大槻ひびき、成海うるみ 全3名
- ドリシャッ!! 川村まや（1月9日、ワープエンタテインメント）
- 絶対癖になる超高級エステ 4 橋本涼・蒼木ゆり・川村まや（1月10日、GALLOP）全3名
- 逆レ×プ美少女ストーカー 川村まや（1月13日、MOODYZ）
- 夫の隣で夜這いされ声を押し殺しながらも感じてしまう5人の人妻たち（1月15日、グローリークエスト） 他出演：優菜真白、星川麻紀、萌芭、橋本麻衣子 全5名
- 酔った夫に頼まれて仕方なく舐めだした美人妻のフェラ尻に我慢できず後ろから即ハメ 4（1月22日、ナチュラルハイ） 他出演：浜崎真緒、桜咲ひな 全3名
- 女子校生ディルドオナニー（1月23日、青空ソフト） 他出演：愛須心亜、乙葉ななせ、河西あみ、成海うるみ、夏海いく、篠宮ゆり、椎名みゆ、さとう愛理、小西まりえ、南梨央奈 全11名
- 美少女2人と逆3Pデートしよっ♥ 川村まや・湊莉久（2月1日、MOODYZ）
- 全裸シェアハウス 2（2月5日、グローリークエスト） 共演：里咲しおり、椎名みゆ、有本紗世 全4名
- 童貞クン家で童貞狩り 未成年と騎乗位ですぺしゃる 川村まや（2月6日、ワープエンタテインメント）
- 我を忘れるほど感じる失禁ディルド本気モードオナニー11人（2月13日、セレブの友） 他出演：本田莉子、橘優花、小司あん、波多野結衣、矢部寿恵、桐島綾子、一之瀬すず、青井いちご、愛須心亜、三上里穂 全11名
- 素人大学生カップル応援企画! 45分間“生ち●ぽ挿れっぱなし”で賞金100万円! 夢見る2人は制限時間内ずーっとハメ続けながら同棲生活できるのか!? 人生初の生挿入の気持ち良さにガマン出来ず暴発中出し!! 計14発!!（2月19日、ディープス） 他出演：鈴原エミリ、紺野ひかる、井上瞳 全4名
- ローション×看護師（2月19日、AKNR） 他出演：二宮ナナ、あやね遥菜 全3名
- 24時のシンデレラ 6 川村まや（2月20日、ONEZ）
- 脱ぎたてパンティにくるんでもらう、ぬくもり手コキ（2月20日、SEX Agent） 他出演：佳苗るか、さとう愛理、夏海いく、星野ひびき、高山えみり、夕城芹、小川めるる 全8名
- ハイパー美少女 PREMIUM 8時間 2（2月20日、クリスタル映像）全16名
- 中出し失楽園 〜遠くの島で何度も何度も求めあった記憶〜 川村まや（2月25日、本中）
- 暗闇×淫語 バーチャルリアリティー 卑猥な淫語性交の制服美少女編（2月27日、ONE DA FULL） 他出演：愛須心亜、浅倉領花、杏咲望 全4名
- 新・美少女貸切温泉旅行 1（3月3日、GALLOP）全6名
- 朝勃ちチ○ポにマ○コがウズいちゃったサークル友達の女子大生 飲み会で終電を逃してしまい女子と一緒に泊まる事に、パンチラ見放題でヤレる状況。だけど僕は何もできずに一晩を過ごしてしまった。でも朝起きた女子は僕の勃起チ○ポを見て物欲しそうに近寄ってきた。（3月5日、SWITCH） 共演：安城アンナ、紺野ひかる 全3名
- ギャルシャッ!! 川村まや（3月6日、ワープエンタテインメント）
- 今まで味わった事のないレズテクで寝取られて…。（3月7日、ビビアン） 共演：愛須心亜、篠田ゆう 全3名
- ω30! 天真爛漫娘の煌く神クビレ。 魅惑の魔法をかけて異次元世界で悩殺の境地へ! 川村まや(20)（3月11日、ZeTToN）
- 麗しの美人OL Premium Beauty Vol.4（3月13日、BAZOOKA） 他出演：神尾舞、川上あき、永井ゆき、平沢なつ 全5名
- 先輩と私 【siro:】（3月13日、U&K） 共演：杏咲望
- 私に潜む淫らなワタシ 川村まや（3月13日、ミステリア）
- 女子大生専用 チ●ポ付きシェアハウス 〜完全女性優位なCFNMの世界〜（3月19日、ディープス） 共演：紺野ひかる、あゆみ翼、あやね遥菜 全4名
- 中出し肉便器学級当番 3 私は今日から、男子生徒の皆さんの奉仕係になります。ザーメンをたくさん中出ししてください…（3月19日、サディスティックヴィレッジ） 他出演：柏木胡桃、佳苗るか 全3名
- 抜かずの3連続中出し痴漢 満員電車で身動きの取れない敏感女子高生を抜かずの3連続中出し痴漢で膣内を精子の熱さでとろけさせろ!!（3月19日、アパッチ） 他出演：紺野ひかる、紺野まこ、益若エリカ、井上瞳
- kira★kira BLACK GALS ヤリマンGAL姉妹と24時間ラブラブ同棲性活（3月19日、kira☆kira） 共演：二宮ナナ
- 拘束された女の子のくちマ●コに自由に高速ピストン、でもそれはイラマチオではない(ここ大事)。（3月20日、SEX Agent） 他出演：篠田あゆみ、逢沢はるか、木島すみれ、沢井ちなつ、本間麗花、橋本麻衣子、陽木かれん 全8名
- じゅるじゅぱっぐぼじゅぶっごぶぶぶっ… 手を使わずに口だけでイカせます（3月20日、SEX Agent） 他出演：篠田あゆみ、神波多一花、逢沢はるか、高山えみり、星野ひびき、橋本麻衣子、木島すみれ 全8名
- 暗闇×淫語 バーチャルリアリティー 奥ゆかしき浴衣美女の卑猥な隠語SEX編（3月27日、ONE DA FULL） 他出演：酒井あさひ、橘優花、堀口真希 全4名
- 素人男性さんに都内某所AVメーカーのヤリ部屋お貸しします!! 貴方の可愛い知り合いのSEX撮影出来たら…性交(?)報酬10万円!!（3月27日、SCOOP） 他出演：杏咲望、高山えみり、相沢恋、二宮リナ、野々宮ここみ 全6名
- 超名門セックス部に入部したから子作り（4月1日、ズッコン/バッコン） 共演：乙葉ななせ、水野朝陽、蓮実クレア 全4名
- キミだけに語りかけ! ロリ校生19人! オマ●コぴちゃぴちゃ指入れ自画撮りオナニー4時間DX vol.11（4月3日、ロリ専科） 他出演：杏咲望、真野ゆりあ、本田莉子、金井みお、沢本妙香、滝原まみ、愛加あみ、さつき、佐々木絵美、浅倉あすか、大場ゆい、百合川さら、工藤美紗、ゆら、星川麻紀、上條つかさ、楓ゆうか、板垣あずさ 全19名
- 妹2人とまさかの3P!中出しするハメに…。 上の妹は美人なのに奥手で彼氏無し。下の妹は超がつく程のヤリマン…。そして僕はまったくモテない。連日男を連れ込むヤリマン妹の部屋から聞こえるHな声にムラムラし毎日オナニーの上の妹。そんな妹たちの喘ぎ声を聞かされる兄の僕は我慢の限界!ちょっと妹たちを説教しようとしたら、下の妹が「私のセックスをオカズにしないでよ! お姉ちゃんもセックスすれば? 超気持ち良いから!」と言いさらに「お姉ちゃんにセックスを教えよう!」と僕を無理矢理巻き込み姉にセックス講座を開始!そしてただの道具チ○ポと化した僕は上の妹と中出しセックス!結局最後は下の妹も発情し姉妹のマ○コにW中出ししてしまう事態に…!（4月9日、Hunter） 他出演：竹内真琴、あべみかこ、成海うるみ、白咲碧、西島優梨、阿部乃みく、大沢奏 全8名
- 「先生!精子見せて!」 教師生活20年、初めて女子高に就任!! そこは有名なお嬢様女子校!! だけど実は地元では隠れヤリマン高としても有名!!多少は良い事があるかもと思ったら予想以上!! 思春期まっさかりのお嬢様たちは射精の瞬間に興味があるらしくて見せて欲しいとお願いしてくるんです!恥ずかしいけどカワイイ生徒のお願いだからと思い射精の瞬間を見せてあげたら勢い余って女生徒の汚れなき顔に着弾!! 顔射になってしまった!こりゃまずい!と慌てていたらボクのスペルマに興奮したらしくまさかまさかのアソコも濡れ濡れ状態でボクのチ○ポを求めてきました! 当然、発射したばかりでもボクのチ○ポは10代の男子ばりに即ギン勃ち!! 最後は中に出すまで許してくれませんでした!!（4月9日、Hunter） 他出演：乙葉ななせ、花咲えみり、石原ゆりな、里咲しおり 全5名
- 素人ナンパ持ち帰り!盗撮SEX横流し映像 4 川村まや（4月10日、ナンパHEAVEN）
- 淫語中出しソープ 45 川村まや（4月13日、AVS Collector's）
- うら若きニーハイ脚コキ（4月17日、SEX Agent） 他出演：水野朝陽、井上瞳、星野ひびき、小川めるる、夕城芹、水沢みゆ、陽木かれん、高山えみり 全9名
- 「徐々に」淫語ドロドロになっていくニュースショー（4月23日、SODクリエイト） 他出演：神波多一花、橋本麻衣子 全3名
- CA飛行機痴漢 豪華版 中出しスペシャル（4月23日、ナチュラルハイ） 他出演：倉多まお、佳苗るか、浜崎真緒 全4名
- 〜私と一発ヤって下さい!妊娠したいんです!〜 クラスで集団妊娠騒動!? 憧れの担任の女教師が妊娠で産休。クラスの女子たちに走る動揺。そして「私も妊娠したい」と一人女生徒がつぶやくとその波に飲まれ、「私も…」と先生に憧れる女子が続出しなんと妊娠ブームに! クラスに男子が僕しかいないものだから、普段はバカにされている存在なのにも関わらずクラスの真面目な女子たちから、誰が一番最初に妊娠するかと競い合いに巻き込まれ、妊娠するまで何回も中出しを求められる緊急事態に! 2（4月23日、Hunter） 共演：竹内真琴、宮野えみ、桂希ゆに、阿部乃みく、夢咲りぼん、乙葉ななせ 全7名
- 羞恥! 電圧86倍! ビッグバンローターをオマ○コに入れたままアルバイト! 子宮がビリビリにシビれた敏感娘は公衆の面前なのに潮!潮!潮!（4月23日、サディスティックヴィレッジ） 他出演：紺野ひかる、佳苗るか 全3名
- 先輩やスタッフや汁男優にSEXを要求されて、困りながらも「そんなもんだから」と言いくるめられてデカチ○ポを挿入(いれ)させてくれる天使のようなサディスティックヴィレッジの女AD（4月23日、サディスティックヴィレッジ） 他出演：柏木胡桃、渋谷美希、紺野ひかる ほか 全7名
- 気持ちよすぎて止まらない… 女子校生自画撮り指入れオナニー（4月24日、TMA） 他出演：楓ゆうか、湊莉久、井上みづき、神波多一花、椎名みゆ、陽木かれん、仁奈るあ、若菜くみ、篠宮ゆり、葉月可恋、宮崎夏帆、椎名まりな、千乃あずみ、南梨央奈、川越ゆい、小西ももか、佐々木恋海、臼井あいみ、小西まりえ、広瀬奈々美、桃原まみか、土屋あさみ、阿部乃みく 全24名
- 花魁撫子でありんす 雅ノ篇（4月24日、ONE DA FULL） 他出演：蓮実クレア、佳苗るか 全3名
- 街でナンパした清楚系女子大生にメガチ●ポを見せてみたらうっとりハニカミ赤面顔 人生初の生ハメからのドックンドックン大量メガ中出しスペシャル（4月25日、ナンパJAPAN） 他出演：陽木かれん、雨乃しずく、南菜々 全4名
- 「ねぇ?あたしと一緒にチャットでいっぱ〜いHなことしよ♥」 制服美少女!ピチャピチャ潮吹きLIVEチャットオナニー 4時間DX vol.07（5月1日、VALEX） 他出演：杏咲望、七瀬ひとみ、久我かのん、安城アンナ、高山えみり 全6名
- 孕ませて青龍先生! 仁義なき女の戦い（5月1日、ZIZ） 共演：春原未来、みづなれい
- ふたなり×ふたなり 大量射精&大量潮噴き ふたなりが当たり前の世界の撮影現場はメチャメチャ過ぎてもう大変っ! 女子校生編（5月19日、ROOKIE） 共演：成海うるみ
- 接客中に顔を紅潮させながら感じまくるバイト娘 11 5店舗全員中出し 2枚組SP 〜バッティングセンター、沖縄料理店、うどん屋、古着屋、ゲームセンター〜（5月21日、ナチュラルハイ） 他出演：倉多まお、水沢みゆ、白咲碧、川菜美鈴 全5名
- 近所のお姉さんたちにモテ遊ばれた僕のチ○ポ1本と6つのマ○コ 今日もチ○ポを咥えられて精子搾取されてます。（5月21日、SWITCH） 共演：本田莉子、神波多一花、一之瀬愛理、北川エリカ、大場ゆい 全6名
- 図書館ひじグリグリ痴漢 図書館で長時間勉強している内気な美女に本を取るフリして無防備な胸にひじをグリグリと擦りつけてパンツにシミができるほど感じさせろ!!（5月21日、アパッチ） 他出演：水野朝陽、乙葉ななせ、阿部乃みく、竹内真琴 全5名
- リアルカップルの彼氏がチャレンジ! カリスマ女優の本気テクニックを30分耐えたら50万円!!（5月22日、UMANAMI） 他出演：有村千佳、篠田ゆう、佳苗るか 全4名
- 凌辱された美少女女子校生 〜いつも気になっていたあの子を犯したい〜 まや（5月22日、宇宙企画）
- 可愛い妹と美人の姉と毎日中出しSEX（5月22日、TMA） 共演：神波多一花
- 腰振りメイドの膣コキご奉仕 川村まや（6月1日、ワンズファクトリー）
- 再婚相手の連れ子は美人女子校生姉妹!!初めて皆で川の字で寝る事に…。明け方、年頃で可愛い妹のパジャマがはだけ、発育途中の身体を見て欲情してしまった僕は彼女を…!!ふと横を見ると、妹と僕がSEXしているのを気づいた姉が、興奮し身体をくねらせていたので…… 3（6月1日、DOC） 共演：成海うるみ　他出演：なつめ愛莉、川原里奈 全4名
- 「あの…マン肉ハミ出してますけど…?」 パンティが食い込みすぎてまさかのハミマン!? 強気な女(同級生、同僚…)に侮辱されたり叩かれたり、ストレスの捌け口としていつも散々な扱いを受ける超弱気な僕。いつものようにひどい扱いを受けている時にふと女の股間に目を向けてみると…なんとまさかのハミマン!!キレられるのを覚悟で「あの…マン肉ハミ出してますけど…?」と言ってみたら、女はよっぽど恥ずかしかったのか急にしおらしくなって……（6月6日、Hunter） 他出演：みづなれい、水野朝陽、乙葉ななせ ほか 全5名
- 激狭ユニットバスで酔っ払ったクラスメイトと密着超勃起! 専門学校かに進学する為に田舎から上京したボクは、繁華街からほど近い場所に部屋を借りたら良い事があり過ぎた!!今まで女子とほぼ接点が無かったボクの家に酔っ払って終電を逃したクラスメイトの女子がボクの部屋にやってくるんです!しかも酔っ払っているからなのか狭いユニットバスなのに僕と一緒にお風呂に入りたがるのです!!びっくりしちゃいました!当然、お風呂は激狭なのでお尻と胸があたりまくり!あたりまくれば当然、勃起してしまって…（6月6日、Hunter） 他出演：大崎美佳、百瀬みお、夕樹あさひ、井上瞳、紺野まこ 全6名
- 図書館で勉強しているウブな娘に 勃起チ○ポ擦りつけ痴漢で マ○コがトロトロになるまで感じさせろ！！（6月7日、ゴールデンタイム）全7名
- ガードの甘い胸元から見えるエロい乳首に興奮し思わず痴漢してみると…（6月10日、DOC） 他出演：片山雫 ほか 全3名
- 鬼フェラ地獄 XXII（6月12日、REAL） 共演：南梨央奈
- 生中出しコギャル4時間 FIVE GALS COLLECTION Vol.4（6月12日、BAZOOKA） 他出演：神尾舞、月野こころ、松嶋葵 ほか 全5名
- 挑発見せつけレズセックス（6月13日、U&K） 共演：杏咲望　他出演：上原亜衣、湊莉久、碧しの、星川麻紀 全6名
- 口腔マニアックス 6 〜口の中が好き〜（6月18日、稀有） 他出演：星川麻紀、水沢みゆ、柏木胡桃、黒瀬萌衣 全5名
- くぱぁ→ずっぽし! ち○ぽ型玩具にヤラれる私、見せつけオナニー（6月19日、SEX Agent） 他出演：篠田あゆみ、千乃あずみ、神波多一花、宮部涼花、三橋杏奈、西条沙羅、鳴月らん、逢沢はるか、高山えみり、沢井ちなつ 全11名
- 美少女のパイチラが拝める大人気ガールズバー!（6月25日、kawaii*） 共演：稀夕らら、阿部乃みく、なつめ愛莉 全4名
- 暗闇×淫語 バーチャルリアリティー 陵辱&従順 制服が初々しい新入女子社員完墜ち編（6月26日、ONE DA FULL） 他出演：浜崎真緒、佳苗るか、蓮実クレア 全4名
- 六本木で話題!! 膣内洗浄クリニック（7月1日、MOODYZ） 他出演：紅音レイラ、HIKARI 全3名
- 自画撮りオマ●コ指オナニー 4（7月2日、グローリークエスト） 他出演：飯岡かなこ、七草ちとせ、向井こころ、鈴原エミリ、本田莉子、通野未帆、桜井レイラ、武井麻希、桜ちずる、木ノ花あみる、京野結衣、大見はるか、苺紅えりか、七咲あゆみ 全15名
- 放尿、潮吹き、大失禁。 川村まや（7月7日、プレミアム）
- 人気AV女優川村まや×アニメコスプレ 〜本能剥き出しディープキス中出し性交〜 川村まや（7月10日、TMA）
- 子供が幼稚園で一緒の美人ママ友達に『モデルしませんか?』と騙し取材!仕事に育児に追われ欲求が溜まった体は制御不能!先っぽだけの約束が中出しまでされ『えっ?』 6（7月10日、SCOOP） 他出演：篠田ゆう、大槻ひびき、佳苗るか、翔田千里 全5名
- 実録 AV裏現場 これが面接の実態! 〜エロい女の見抜き方〜（7月13日、AVS Collector's） 他出演：本田莉子、冴木琴美、水城奈緒 全4名
- BBB REMIX240 フェラチオ4時間（7月13日、デカ拳）全14名
- 汗尻 川村まや（7月19日、TEPPAN）
- 図書館リモバイ失禁痴漢 図書館で熱心に勉強しているウブ娘をリモバイ痴漢で千鳥足で痙攣!失禁するほど感じさせろ!（7月23日、アパッチ） 他出演：紺野まこ、川原里奈、阿部乃みく、早乙女ゆい ほか 全6名
- 素人女子大生応援企画！一般客だらけの夜行バスでデカチン激ピストンされても乗客にバレなかったら100万円！！深夜の長距離バスで“帰省中/旅行中”の素人娘が声も出せずに一晩中デカ尻ケツ痙攣！！（7月23日、ディープス）全4名
- 女子校生に癒されたい! オマ●コぴちゃぴちゃ指入れ自画撮りオナニー vol.01（8月1日、ロリ専科） 他出演：白咲碧、鈴原エミリ、南菜々、宮沢まき、中村奈菜、浅倉愛、七瀬ひとみ 全8名
- 都会の女は超エロいっす! この夏一番暑い日!携帯の電波も届かないほど田舎の僕の家に、都会の大学に通う姉ちゃんが友達を連れて帰って来た!　これ下着じゃないですか!と言いたくなるような格好にまずビックリ!　そして服の面積が小さいから胸の谷間やパンチラも連発!! 僕には刺激が強すぎてそれだけでも勃起!　即、自分の部屋に戻ってシコりたいと思ったのですが…（8月6日、Hunter） 共演：高山えみり ほか 全5名
- まんが喫茶DEフェラチオ 6 密室コラボSP（8月7日、KYおやじ共同組合） 他出演：神波多一花、坂本愛海 ほか 全15名
- 先生、学校でしようよ! 女子校の先生になって、生徒たちにHな個人授業をヤりまくり!（8月13日、無垢） 共演：紺野ひかる、阿部乃みく、南梨央奈 全4名
- 巨乳温泉女将が至れり尽くせりの性交サービスでおもてなし!!（8月14日、BAZOOKA） 共演：篠田あゆみ、北川エリカ、大槻ひびき 全4名
- 男女の貞操観念が逆転した世界 毎日発情期!女は全員性欲に満ちあふれ男とヤリたくて常に悶々!子種汁を中出しされたい欲望まみれのマ◯コたち!!（8月20日、ディープス） 共演：星空もあ、水原さな、白咲碧 全4名
- あの某有名おっパブ店に姉妹店がOPENしたとの情報が!!この店も生本番は可能なのか!?徹底検証!!（8月28日、SCOOP） 共演：星野ひびき ほか 全5名
- 「もう死んだってかまわない!」 超ラッキーの連続で巻き起こるスケベ過ぎる一日!鼻血が止まらないくらいの夢のエロハプニング続出! 4（9月7日、ゴールデンタイム） 他出演：水野朝陽、水城奈緒、北乃きみ、佐伯春菜、杉崎絵里奈、乙葉ななせ、本田莉子、香山美桜、宇野ゆかり 全10名
- 旅行先の貸切家族風呂で姉と弟が一緒に混浴。初めは照れ合う二人だが勃起したチ●コを見て興奮した姉が誘ってしまい…（9月11日、SCOOP） 他出演：北川エリカ、水野朝陽 ほか 全4名
- 近所に住む綺麗な若妻がノーブラ状態で胸の隙間から乳首を丸ごと見せつけてくる!分かりやすいOKサインを受け、僕はその無防備妻と濃厚にSEXをした!（9月11日、SCOOP） 他出演：上原亜衣、星野ひびき、乙葉ななせ、槇原愛菜 全5名
- まやの挑発チラリズム …家政婦が小悪魔すぎて困るんです… その5  川村まや（9月13日、アロマ企画）
- ご注文はこの娘ですか?（9月25日、TMA） 共演：なごみ、みほの、南梨央奈、鶴田かな 全5名
- 密室でセンズリを見せられ続けた素人娘は一体どういう反応をするのか!?（10月9日、S級素人） 他出演：瀬奈まお、彩城ゆりな、一ノ瀬麗花、白石みお、南梨央奈、あまねめぐり 全7名
- 美人4姉妹とハーレム同棲生活（10月9日、BAZOOKA） 共演：大槻ひびき、渚うるみ、佳苗るか 全4名
- まやとみほの！ショートカットの激カワ美少女と3P中出し 川村まや×みほの（10月23日、TMA）
- 女子校生スクール中出し乱交 〜放課後の教室で乱交した思い出 2〜（10月23日、TMA） 共演：なごみ、鶴田かな、美森すずか、みほの 全5名
- 小悪魔JK 大胆パンチラコレクション 8（10月25日、アロマ企画） 他出演：葉山美空、広瀬りりあ、紗藤まゆ、木下寧々、竹内真琴 全6名
- 川村まや 総集編 4時間（12月1日、GLAY'z）※総集編
- 若妻変態願望 調教されたい私 川村まや（12月11日、オルガ）

- 日本の女性器大図鑑 私のオマ●コ見て下さい♥ 40人4時間 DX vol.05（1月1日、BURST） 他出演:白咲碧、愛加あみ、百合川さら、陽木かれん、七瀬ひとみ、鈴原エミリ、大場ゆい、本田莉子、早乙女ゆい ほか 全40名
- 女子校生危険日種付け淫交 川村まや（1月13日、Red Cat）
- 騎乗位が下手だからって彼氏に振られたから騎乗位の練習に付き合って！ いつも弟の僕に怖い姉が、なにやら今日は落ち込んでいる。話を聞くと彼氏にフラれたらしい。ゲラゲラ笑っている僕を突然押し倒し、騎乗位の練習をしたいと言ってきた！。（2月6日、Hunter）全5名
- 美人奥様とハーレム結婚性活（2月12日、Hunter）全4名
- 美少女の殿堂 宇宙企画未来に残したい殿堂入り美少女 川村まや 35th BEST 8Hours （2月26日、ケイ・エム・プロデュース）
- 濃密に絡み合う不倫妻 ～指輪をはずした美人若妻は不倫相手に痴態をさらす～（3月11日、BAZOOKA）全4名
- つぼみデビュー10周年だょ 素人100人斬りめちゃ抜き祭りだわっしょい！ぶっかけ！童貞狩り！あのレズ女優も応募参加フェスティバル！ つぼみ・川村まや（4月13日、ムーディーズ）
- 絶対！妊娠するんだから！お父さんを押さえつけて私が妊娠するまで何度も中出しさせちゃいました！2小さい頃、両親が離婚し母子家庭で育った私は母と喧嘩をして家出をし、離れ離れになった父の家に行きました。（4月19日、Hunter）全5名
- 姦辱 ～強奪された裸体の女達～（4月19日、ミステリア） 他出演：有村千佳、初美沙希、鈴原エミリ 全4名
- 未公開！24人の人気女優の主観淫語フェラ 4時間（4月22日、TMA） 他出演：高橋みく、前園にこ、なつめ愛莉、月島ななこ、朝比奈かれん、佳苗るか、あいる、有村千佳、みほの（坂口みほの）、野々宮ここみ、水野朝陽、神波多一花、武藤つむぎ、菅野さゆき、なごみ、波多野結衣、蓮実クレア、柊木なな（葉山美空）、愛須心亜、陽木かれん、白咲碧 ほか 全24名
- メスころがし 美マゾ凌辱調教 川村まや（5月6日、h.m.p）
- キスがエロけりゃ醜男だって、美女とベロちゅうデキるのだぁ 4（5月6日、ワープエンタテインメント） 他出演：大島美緒、優菜真白、永瀬里美、 佳苗るか、神ユキ、AIKA、森沢かな（飯岡かなこ）、篠田あゆみ、澤村レイコ（高坂保奈美、高坂ますみ）、桜井あゆ、波多野結衣、板垣あずさ、瀧川花音、 阿部乃みく、蓮実クレア、陽木かれん、西條るり、戸田エミリ、武井麻希、望月るな 全21名
- 宿題をいつも写しにくる生意気なクラスメイト女子にしびれ薬を飲ませて体の自由を奪い逃げられない処を面白がって何度も突きまくってやりました！ 2（5月7日、お夜食カンパニー）全4名
- 果てしなく従順なメイド10名と暮らす王様（5月13日、MOODYZ） 共演：玉城マイ、橋本怜奈、真白愛梨、沖田奈々、夏目優希、琴羽雫、椎名そら、桜木優希音、神波多一花 全10名
- 膣に出しなさいよ！超ドSのニーハイブーツお姉さんが冴えない男たちをザーメン狩り！！（5月26日、Mr.michiru） 共演：唯川千尋、日高結愛 全3名
- 危険日直撃！！子作りできる家政婦（6月9日、Mr.michiru） 共演：ましろあい、楠千夏 全3名
- 見せつけ、クネる、悶える、欲しがる、美脚オナニスト 3（6月13日、AVS collector’s）全10名
- 娘とその友達がエロすぎたから子作り （7月1日、ズッコン/バッコン） 共演：椎名そら、渡辺そら、鳥井真央 全4名
- セクシーコスチューム濡れ透けコレクション 2（7月25日、AVS collector’s）全13名
- 年下レズビアンに愛された私（7月25日、マドンナ） 共演：水上由紀恵
- 童貞クン家で童貞狩り 4じかんすぺしゃる（8月5日、ワープエンタテインメント） 他出演：湊莉久、阿部乃みく、乙葉ななせ 全4名
- 孕むまで特訓！ハレンチ水泳部のスク水FUCK！（8月22日、グランドテン）全4名
- 美少女の殿堂「宇宙企画」『この娘達…犯したい…」純心美少女凌辱作品集（8月26日、ケイ・エム・プロデュース） 他出演：小澤ゆうき、穂波ひなこ、浅倉あすか、彩城ゆりな、鈴原エミリ、天衣萌香、なつめ愛莉、竹内真琴、早乙女ゆい、陽木かれん、涼宮琴音 全12名
- 偏差値23の超不良校の健康診断盗撮 強気のヤンキー女子が美人レズビアン女医の淫技でイカされ続ける！（9月1日、変態紳士倶楽部）全5名
- 拘束デス調教 縛られた美女12人の局部を容赦なく責める（9月2日、h.m.p） 他出演：七草ちとせ、夏希みなみ、坂口れな、水野朝陽、神尾舞、加納綾子、香山美桜、桜井あゆ、橘優花、篠田ゆう、篠田あゆみ 全12名
- 完全主観 添い寝しながら淫語オナニー（9月2日、OFFICE K’S） 他出演：伊東真緒、島谷梓、水野朝陽、雨宮あみ、道重恋 全6名
- 何度もイキまくる白濁マン汁垂れ流しディルドオナニー（9月2日、 OFFICE K’S） 他出演：明海こう（小泉まり）、島谷梓、乙葉ななせ、西条沙羅 全6名
- 人生ではじめて小便を飲ませる素人娘 2（9月2日、OFFICE K’S）全13名
- 若妻ナンパ性感マッサージ即ハメ もっと気持ちよくなりたいと性欲に目覚めた若妻に、AV男優性感マッサージのスーパーテクニックを無料でお試ししませんかと口説いたら、気持ちよすぎて本番まで出来ちゃいました。25（9月8日、F＆A）全4名
- ファンが勝手に流出！！素人有名コスプレイヤー中出しオフ会 川村まや（9月9日、S級素人）全13名
- ゲスの極み映像 38人目 川村まや（9月9日、フルセイル）全13名
- M男にささやき淫語W痴女（9月16日、OFFICE K’S）全6名
- 女同士のチャH！～濡れちゃうレズチャット記録～（10月1日、U＆K）全6名
- 女と女の絆～不良娘と隣のキレイなお姉さん～ 神波多一花・川村まや（10月13日、U＆K）
- 飲尿カフェ（10月21日、OFFICE K’S）全14名
- 普段やってる本気の指オナニー 6（11月4日、OFFICE K’S）全10名
- 妹夜這い 種付け近親相姦 お兄ちゃんの精子で孕んでくれ！ 3（11月23日、Mr.michiru）全4名
- 果てしなく生意気な妹10名と暮らす兄貴（12月1日、MOODYZ）全10名
- 小悪魔挑発GAL～ダブルキャストVer～ 紺野ひかる・川村まや（12月1日、MARRION）
- 東京都○○区女性限定カプセルホテル盗撮 指入れオナニーで何度も絶頂する絶倫OL 2（12月7日、変態紳士倶楽部）全9名
- 日本最大の繁華街にある「老舗おっぱいパブ」では新人嬢がベテラン嬢から客を奪うために内緒でセックスさせてくれる。しかも生で。7（12月8日、Mr.michiru）全4名

- SEXを妄想しながら淫語オナニー 5（1月6日、OFFICE K’S）全6名
- お下品淫語カフェ ～あなた好みの淫語はどれ？～（1月6日、OFFICE K’S）全6名
- 本気で感じるディルドオナニー Vol.7（1月6日、OFFICE K’S）全5名
- 終電難民で有名な山○線大○駅の近くに部屋を借りナンパ、ほろ酔いOLばかりを狙って自宅に連れ込み始発までセックス 5（1月7日、変態紳士倶楽部）全4名
- 幼い顔した女子校生のデカ尻妹は将来を心配するほどの絶倫！性欲強過ぎてまさかの兄チ○ポに上から目線で挑発しながら馬乗り生挿入！相性良過ぎて一度の射精では満足できず連続中出し懇願！（1月13日、V＆R PRODUCE）全4名
- バレたらヤバイ状況で密着しながら挑発してくる女たち 3（1月20日、OFFICE K’S）全6名
- ゲスの極み泡パ パリピ4組目 逢沢るる・川村まや（1月20日、フルセイル）
- 人妻温泉不倫旅行 まや 川村まや（2月3日、クリスタル映像）
- 募集ちゃんTV×PRESTIGE SELECTION 25（2月3日、ARA）全4名
- 超名門セックス部合宿まるごと全員に種くばり（2月7日、ズッコン/バッコン）全10名
- 「お兄ちゃん頑張って！」自信喪失した兄がチアリーディング練習中のデカ尻妹のアンスコチラにフル勃起！心配した妹が元気づけようとまさかの馬乗り生挿入！親に隠れて励ましながら何度も中出し懇願！（3月10日、V＆R PRODUCE）全10名
- ノーパン・ハイスクール 6 ハーレムスペシャル（3月19日、PREMIUM）全4名
- 狂ったように中出しを求める美巨乳若妻たち（3月24日、S級素人）全5名
- 発育し過ぎたデカ尻を気にする妹が優しい兄に悩みを相談！目の前にある豊満尻に我慢できずまさかの近親相姦生挿入！大きな尻を波打たせながら親にはナイショで何度も中出し！（4月14日、V＆R PRODUCE）全4名
- ガチナンパ！素人女子とラブラブSEXしたい男子が優しい女神にヌルッと挿入！（4月15日、ピーターズ）全6名
- 会社で高飛車と噂される先輩女子社員はチ○ポ日照りで欲求不満!気弱な僕に狙いを定め同僚に見えない所でギン勃ちにさせて即ハメを強要。これから僕は女先輩の性処理道具として仕事にはげみます!!（4月20日、SWITCH）全3名
- 通勤バスはギュウギュウの満員で目の前には黒パンストのOLだらけ！どうしようもなく興奮しちゃった僕は生チ○コ擦リつけたら握り返してきた 8（5月3日、SWITCH）全3名
- 過激なナースだらけで患者が退院したがらない人気病院に入院した僕のハレンチ入院生活（5月12日、BAZOOKA）全4名
- キュートでカワイイまやちゃんは、セクハラされまくりのお天気キャスター 川村まや（5月25日、AVS collector’s）
- 本屋で勉強漬けの男子学生にエロ本見せつけたイケない人妻3 女子とは縁の無いチ○ポがビンビンに！狭い店内でむっちり尻を押し付けられ店員や他の客にバレないように女のカラダ教えこまれました（6月1日、SWITCH）全3名
- 親友レズビアン～無防備なともだち～ 川村まや・里美まゆ（6月1日、U＆K）
- 「一度でいいから揉んでみたい！」ブルマを履いたデカ尻妹に兄が睡眠薬を飲ませて、夢の豊満尻を堪能し何度も中出し！（6月9日、V＆R PRODUCE）全4名
- AV女優 裸コレクション 第五弾（6月9日、V＆R PRODUCE）全20名
- 近親相姦AVを見た妹のパンティがグショ濡れ!! 童貞の僕が隠し持っていた兄妹姦AVを初めて見た妹。初めは変態と罵っていた彼女だが、スカートの中を覗くとおもらしかと思う程のパン染み！実は僕以上の超絶ムッツリスケベだった妹と生まれて初めてのSEX（6月23日、スクープ）全4名
- 女上司に飲み会に誘われ、酔って無防備になった胸チラやパンチラにビンビン!そんな新入社員の元気チ〇ポに興奮した先輩はギュっと握りしめてきて、みんなの目を盗んで店内でハメちゃいました。（7月6日、SWITCH）全5名
- 素人娘のフェラチオが上手すぎて凄い！ Vol.6（7月21日、映天）全5名
- セクハラマッサージ師から必要以上に陰部を刺激された人妻は我慢できずに自らチ○ポを要求する！！ 撮り下ろし5時間（8月4日、セニョーラ）全7名
- ヤりたくなるいやらしいエロ尻（8月4日、OFFICE K’S）全5名
- ちょっとレズな女子高生がイッたことない家庭教師の初イキお手伝い イタズラ心で仕掛けた盗撮映像が流出！（8月10日、SODクリエイト）全10名
- 盗撮レズ ～レズビアンの私が親友を誘って隠し撮り～（8月13日、U＆K）全6名
- 夏だ浴衣だ野球拳だ!!花火大会へ向かう女子大生編 PART2 賞金欲しさに参加したゲームでヒートアップしちゃったJD10名中6本番 in 池袋（8月24日、SODクリエイト）全10名
- 神のおち○ちんを持つ男 妹の友達の家に行く（9月1日、ズッコン／バッコン）全10名
- ジャパニーズ・パーティ ハードコア 2017～AV OPEN中出しスペシャル～（9月1日、PREMIUM）全12名
- 憧れのセクシー女優が在籍する本番行為NGの風俗店にAV男優の超絶テクを伝授してもらったファンの童貞クンを潜入させて逆にイカセまくったら本番中出しを懇願してきて童貞卒業できた！（9月1日、変態紳士倶楽部）全3名
- ムレムレブルマ合宿 3（9月7日、グローリークエスト）全3名
- いつもの電車で強力媚薬をマ○コに塗られてそのまま発情逆痴漢!!（9月13日、ヤリマン伝説）全3名
- デリヘル呼んだら数年前に寿退社したハズの職場のマドンナとまさかの再会！『お嫁さんにしたい女子社員No.1』と呼ばれ、イケメンエリートと結婚したはずの彼女にいったい何が？（10月13日、スクープ）全4名
- 愛おしい彼女と、いつもより大胆で興奮しちゃうエッチ。（10月13日、S-Cute）全6名
- 息子の友達の朝勃ちに興奮した巨乳ママ 4（10月19日、アイエナジー）全4名
- 誘惑的パンチラコレクション 3（10月25日、アロマ企画）全6名
- 新橋オイルandオイル 2 ～M男くん大好きなお姉さんたちだけが在籍するお店 川村まや（10月25日、アロマ企画）
- 女子校生緊縛調教（11月10日、宇宙企画）
- 挑発！パンチラオナニー 2（12月21日、グローリークエスト）全10名

- 足立区ヤンキーマッサージ 3発目（1月26日、プレステージ）全4名
- 最高級オリエンタル人妻生中回春マッサージVol.002 川村まや（3月2日、ONE MORE）
- SUPERパックリまんこアップ4時間SP vol.5（3月16日、サルトル映像出版）全12名
- ザ・ピストン騎乗位（4月5日、グローリークエスト）全5名
- 恋と言うには気持ちよすぎる。清らかな美少女と甘い仲良しセックス（4月13日、S-Cute）全6名
- おま○こ・アナル見せつけ挑発（4月13日、アロマ企画）全20名
- 元お天気キャスターのまやちゃんは、セクハラされまくりのキュートな女子アナ 川村まや（4月25日、AVS collector’s）
- 満員電車で身動きの取れない母娘を痴漢し、中出しファックを見せつけ、母に出された中出し精子を娘に吸い出させ、娘に出された中出し精子は母に吸い出させろ！（5月7日、アパッチ）全6名
- 「ひょっとしてそのプルンっと突き出したお尻はボクを誘惑してるの？？」2 高校で影の薄いボクの唯一の自慢は幼馴染が異様に可愛くてスタイルが良い事！そして何より幼い頃からボクの味方でいつも優しい！！そんな幼馴染は今でもボクの部屋に気軽に遊びに来る！しかも…（5月7日、Hunter）全5名
- 働く新卒社会人と性交。VOL.005（6月8日、BAZOOKA）全4名
- 撮り卸し！美尻女子校生（11月1日、MARRION）全4名

- 舐めて焦らして生殺し！寸止めWフェラチオ天国！！（2月7日、グローリークエスト）全10名

### アダルトVR
- アナタの彼女は川村まや！！お見舞いに来た欲求不満彼女の見せつけオナニー、濃厚フェラ 川村まや（5月3日、ケイ・エム・プロデュース）
- 寝取らせVR 自分の妻を目の前で後輩に寝取らせる禁断のヴァーチャル体験 川村まや（5月24日、エロタイムPOP！）
- 馬用興奮剤を飲んだ男女が中出しぐちょぐちょ種付けSEX VR_Edition 川村まや（5月24日、エロタイムPOP！）
- 包囲型VR ZUKOBAKKOスペシャル 10人ハーレムVR（8月1日、ズッコン/バッコン）全10名
- 突然エロい顔でボクに夜這いをかけてきた友達の彼女 川村まや（8月1日、石置）
- 女子校生のベロベロ接吻Wフェラ 夏樹まりな・川村まや（8月7日、WOW！）
- ハズレ無し風俗店 川村まや・森川アンナ（8月11日、CASANOVA）
- ハズレ無し風俗店 浜崎真緒・川村まや（8月11日、CASANOVA）
- キャンプで没入密室 発情テント 川村まや（8月11日、CASANOVA）
- ツンデレヤンキー娘の3P中出しセックス 見た目じゃ人はわからない！オラついているヤンキー娘も生チ○ポの気持ちよさに可愛らしい反応見せちゃうんです！ 夏樹まりな・川村まや（8月15日、WOW！）
- 絶童 浜崎真緒・川村まや（8月25日、CASANOVA）
- バレたらヤバい状況で挑発してくるドキドキ密着フェラチオ 川村まや（9月22日、石置）
- 高画質＆高音質 女子校生川村まやちゃんとイチャイチャ中出しSEX 川村まや（11月30日、ケイ・エム・プロデュース）
- なかよしOLの休日濡れ濡れオフィス～ののかの騎乗位＆まやの淫語責め 川村まや・泉ののか（12月27日、アロマ企画）